# Ólafsfjörður
Ólafsfjörður is een stadje met nog geen 800 (20013) inwoners in het noordwesten van IJsland halverwege de Ólafsfjörðurvallei die in het gelijknamige fjord uitmondt. Aan de zuidzijde van het stadje ligt een klein meertje, Ólafsfjarðarvatn waar, behalve zoetwatervis, ook zoutwatervis in voor komt. Belangrijkste bron van inkomsten is de visserij en visverwerking, en een beetje toerisme. Vlak bij de kerk is in 1940 een monument ter herinnering aan verdronken vissers opgericht, de eerste in IJsland. Er is een natuurhistorisch museum met veel opgezette vogels, een zeehond en ook een ijsbeer die door een visser werd geschoten toen de beer te veel hongerige interesse in hem kreeg.
Ólafsfjörður ligt enerzijds verbonden met Siglufjörður. De weg daarnaartoe over de hoogvlakte van Lágheiði is in de winter vaak enige maanden afgesloten. Om die reden, en om Siglufjörður enigszins te ontsluiten, is er een 11 kilometer lange dubbelbaanstunnel, de Héðinsfjörðurtunnel, aangelegd. Een andere enkelbaans claustrofobie opwekkende 3400 meter lange tunnel door Ólafsfjarðarmúli, de Ólafsfjarðargöng, verbindt Ólafsfjörður met de Eyjafjörður fjord, en vandaar loopt de weg langs het fjord door naar Dalvík.

## Webcam
- Zicht vanaf de Héðinsfjörðurtunnel op Ólafsfjörður.